# Microtatorchis acuminata
Microtatorchis acuminata är en orkidéart som beskrevs av Rudolf Schlechter. Microtatorchis acuminata ingår i släktet Microtatorchis och familjen orkidéer. Inga underarter finns listade i Catalogue of Life.